# Direct access storage device
Direct access storage device（DASD、ダスド、直接アクセス記憶装置）とは、メインフレームやミニコンピュータなどのコンピュータにおける、大容量ながら比較的低速で、直接アクセスの補助記憶装置を指す。

## 歴史
IBMは歴史的には、以下のような機器をDASDと呼んだ。
1. 磁気ディスク装置
2. 磁気ドラムメモリ
3. データセル(IBM 2321)

しかし、磁気ドラムとデータセルは比較的すぐに使われなくなり、もっぱらディスク装置を指す語となった。現在でもDASDという用語は、IBM系の一部の技術文書などで使用されている。

## アクセス
「直接アクセス」（direct access）とは、しばしばランダムアクセスと混同され、またRAMへのアクセスの用語として使われることもあるが、本来は磁気テープ装置などの順次アクセス(sequential access)への対義語である（sequential accessへの対義語であることは「ランダムアクセス」という語も全く同様である）。順次アクセスでは記憶メディアの中の目的のデータにアクセスするのに相対的に長い時間を必要とするが、直接アクセスではより短時間である（ランダムアクセスでも、順次アクセスで必要な相対的な長い時間よりも、より短時間である）。
一般にメインフレームでは、CPUがIOを直接扱うことによる不利を避けるため、I/O装置へのアクセスは専用のプロセッサであるチャネル・コントローラを経由して行う構成とするのが基本である。チャネル・コントローラはチャネルプログラムによって、チャネルを制御する。
詳細はen:Direct access storage deviceを参照。

## 参照項目
- メインフレーム
- 補助記憶装置
- 磁気ディスク装置
- ハードディスクドライブ